# Ceromella hepburni
Ceromella hepburni är en spindeldjursart som först beskrevs av Hewitt 1923.  Ceromella hepburni ingår i släktet Ceromella och familjen Ceromidae. Inga underarter finns listade i Catalogue of Life.